# Lasciami andare
Pour plus de détails, voir Fiche technique et Distribution.
Lasciami andare est un film italien réalisé par Stefano Mordini, sorti en 2020.
Il est présenté à la Mostra de Venise 2020.

## Fiche technique
- Titre français : Lasciami andare
- Réalisation : Stefano Mordini
- Scénario : Luca Infascelli (it), Francesca Marciano et Stefano Mordini
- Montage : Massimo Fiocchi
- Pays d'origine : Italie
- Format : Couleurs - 35 mm
- Genre : Drame
- Dates de sortie :
  - Italie : 12 septembre 2020 (Mostra de Venise 2020), 8 octobre 2020 (sortie nationale)

## Distribution
- Valeria Golino : Perla
- Stefano Accorsi : Marco
- Maya Sansa : Clara
- Serena Rossi : Anita

## Distinction

### Sélection
- Mostra de Venise 2020 : sélection hors compétition